# Asphalt Nitro
Asphalt Nitro es la duodécima entrega de la saga de Asphalt, es un juego de carreras desarrollado y distribuido por Gameloft. Es un spin-off de la serie Asphalt, basado en la versión principal de 2013 Asphalt 8: Airborne. Exclusivo de Android, Asphalt Nitro fue lanzado oficialmente el 13 de mayo de 2015, el concepto Beta pesa 15 MB, el viejo concepto 25 MB, el nuevo concepto 35 MB. Asphalt Nitro tuvo una gran revisión en noviembre de 2015, incluido un lanzamiento en Play Store gratis, la adición de los sistemas VIP y el aumento de los límites máximos de los automóviles en una clase a siete. Al igual se cambiaron dos autos entre Asphalt 8 y Asphalt Nitro:
El Ford Shelby GT500 utilizado en el juego ahora es la versión 2013 en lugar de la versión 2010.
El Jaguar F-Type R utilizado en el juego es el modelo cupé AWD en lugar del modelo convertible.
El juego fue retirado el 3 de marzo del 2025 de la Google Play, la retirada del juego ya se había anunciado meses antes.
También existe una versión Java J2ME de Asphalt Nitro, que combina la jugabilidad de la versión de Android del juego con la fidelidad gráfica y ciertos elementos del juego de los títulos antiguos de Asphalt, como el medidor Wanted (uno de los elementos de los antiguos juegos Asphalt). Además, la pista cuenta con una ubicación, Japón (basada en Tokio) exclusiva de esta versión del juego. Sin embargo, solo hay 10 automóviles en esta versión, todos ellos basados en sus apariciones en la versión inicial exclusiva del juego de Gameloft Store.
La versión J2ME del juego es básicamente una versión modificada del puerto J2ME de Asphalt 6: Adrenaline.
A partir de la versión 1.0.0 en adelante, se incorporó un sistema de bonus diario que necesita conexión a internet, pero con más recompensas cada día, donde si pierdes un día el premio se guarda hasta el día en que se reclama para desbloquear el siguiente premio, así que hay que ingresar diariamente en la misma hora, en el día 90 se otorga un Mercedes-Benz Silver Lightning gratis y después vuelve a iniciarse con los mismos premios. 
El juego incluye un sistema VIP un elemento de juego de la serie Asphalt, presentado en este juego y agregado a Asphalt 8: Airborne a través de la Actualización de Río de Janeiro. Añade un incentivo para compras en la aplicación, donde por cada $1 dólar estadounidense gastados en el juego equivalen a 15 puntos VIP, que da acceso a contenido adicional, a veces exclusivo del juego, para Asphalt Nitro el nivel VIP es del 1 al 6, donde si avanzas puedes obtener mejoras en todo el juego: más % en créditos por cada carrera jugada, descuento en compras de autos de cualquier clase, desbloqueo del 7 nivel de autos clase D, C, B, A, S, mejores premios; etc.
Como nota adicional, se puede reclamar una ficha gratis por cada vídeo visto en la sección Fichas Gratis, pero es más fácil ganar créditos con cada carrera.
En diciembre de 2020 algunos insiders lograron filtrar la secuela del juego llamada Asphalt Nitro 2, luego en 2021 Gameloft hizo oficial el anuncio confirmando la filtración, el juego está siendo desarrollado por Gameloft Jarkov, sin embargo el desarrollo del juego se vio afectado debido a la invasión rusa de Ucrania en 2022, en Google está el apk del juego en fase beta, el juego no tiene todavía una fecha de lanzamiento oficial, servidores de juegos Asphalt Nitro se cerraron el 13 de marzo de 2025. 

## Elementos del juego

### Modos de juego
- Historia: Aquí empiezas a competir oficialmente después de jugar el tutorial, son 6 temporadas.La temporada 1 está desbloqueada por defecto. La temporada 6 es para los vehículos al MAX. Cada evento en la parte de arriba indica el lugar y el modo a correr, abajo, la clase de vehículo a usar, a la izquierda, y a la derecha hay 5 estrellas. Tres corresponden al podio, y las otras dos son logros que hay que completar en la carrera. Los eventos bloqueados aparecen un candado y el requisito del vehículo ya sea por clase, modelo (Koenigsegg Agera R por ejemplo). Las estrellas que obtengas conforme vayas superando desafíos te permiten desbloquear nuevas temporadas con nuevas pruebas que son más difíciles pero que te ayudarán a ganar más créditos. Las temporadas también son compradas con un pase de temporada y solo se consigue con dinero real.
- Multijugador: Aquí eliges un vehículo y el servidor te conectara con más jugadores con un rango similar al de tu vehículo, si terminas una carrera en el podio, sin accidentes, con maniobras increíbles o todas las anteriores juntas, podrás ganar experiencia y valoración.
- Carrera rápida: Aquí eliges un modo de juego, una localización, una clase de vehículo, seleccionas un vehículo y empiezas a correr. En este modo no consigues créditos ni premios.
- Copa: Requieres de conexión a Internet para entrar a copas que muchos de los jugadores compiten. Hay copas que tienen su nombre mediante vehículos, copas con su propio nombre. Debes de jugar y ganar un trofeo como mínimo para pasar a la clasificación. Con cada trofeo tienes la posibilidad de ganar un premio. Al final del torneo se reclaman los premios. En este modo de juego, puedes conseguir créditos y fichas, anteriormente vehículos.
- Rivales: Requieres de conexión a Internet para entrar a modo "Rivales", en el que desafías a otros competidores, obtener su posición y ganar diferentes premios según un rango de posiciones dado.[1]

### Tipos de Juego
Existen 8 modos de juego en Asphalt Nitro:
- Clásico: Trata de darle una vuelta  al circuito lo más rápido posible, llegando 1°, pero trata al menos llegar 3º, para ganar una estrella.
- Eliminación: ¡No quedes en último puesto cuando los 30 segundos se acaben!, o serás eliminado de la carrera.
- Cara a Cara: Tú y un oponente compiten para ver quién es el mejor, con un coche preestablecido.
- Derribos: Derriba más coches que tu oponente para ganar, hay un límite de tiempo determinado.
- Infección: Después de 10 segundos el último corredor recibe una infección. Los conductores infectados tienen 30 segundos para contagiar a los demás. Derribando o infectando enemigos aumenta 5 y 10s, respectivamente y cogiendo nitros aumenta 1 y 2s. Si se quedan sin tiempo, explotan y se curan. Todos los pilotos infectados tienen nitro ilimitado. Gana el que llega primero a la meta, si estas de última posición, la infección continuará hasta que rebases a tus oponentes.
- Derrapes: Compites tu solo, trata de derrapar por los arcos de la pista para ganar puntos, en cada arco hay 100 puntos como mínimo, hay un límite de tiempo determinado.
- Escape: Compites tu solo, trata de que pases por los puntos de control antes de que se acabe el tiempo, después de pasar por un arco con tiempo de sobra, ese tiempo se vuelve bonus y se agrega.
- Detención: Trata de atrapar a los demás competidores con un coche de policía (según el que elegiste), puedes atraparlos derribándolos o usando pulsos electromagnéticos (PEM). Hay un límite de tiempo. (Este modo no aparece en Asphalt 8: Airborne).[1]

### Potenciadores
Antes de iniciar una carrera, el juego ofrece mejoras temporales a cambio de créditos o fichas, donde son los siguientes:
- Nitro cargado: ¡Empieza todas las carreras con la barra de nitro a tope!, dura 10 min, vale 6000 créditos.
- Blindaje absoluto: ¡No pueden destrozar tu coche! dura 1 hora, vale 225 fichas.
- Doble de créditos: ¡Duplica los créditos que ganes con cada carrera! dura 1 día, vale 100 fichas.
- Depósito extra: ¡Aumenta un 100% tu capacidad de nitro! dura 4 horas, vale 200 fichas.
- Kit de tuning: ¡Sube 1 nivel todos los parámetros de tus coches! dura 15 min, vale 9000 créditos.

## Localizaciones
Hay 6 ubicaciones en el juego y 16 pistas jugables en total. Pedido por Quick Race. La imagen de cada ubicación en el juego es la bandera de ese país.
Los circuitos son:
- Italia: Basado en la pista de Venecia de Asphalt 8: Airborne, se encuentra en: Italia e Italia inversa.
- Brasil: Basado en la pista de Guayana Francesa de Asphalt 8: Airborne, se encuentra en: Brasil y Brasil inversa.
- China: Basado en la pista de Los Alpes de Asphalt 8: Airborne, pero con un atajo adicional, se encuentra en: China y Reverso de China.
- Nevada (Estados Unidos): Basado en la pista de Londres de Asphalt 8: Airborne, se encuentra en: Nevada y Nevada inversa.
- Barrera Marina (Estados Unidos): Basada en la pista del puente de Westminster de Asphalt 8: Airborne, se encuentra en: Barrera Marina y Barrera Marina inversa.
- Alas Durmientes (Estados Unidos): Basada en la pista de London Eye, se encuentra en: Alas Durmientes y Alas Durmientes inversa.
- Alpes (Francia): Basado en la pista de Costa Azul (Francia) y anteriormente llamada Mónaco de Asphalt 8: Airborne, pero con un atajo adicional, se encuentra en: Alpes y Alpes inversa.
- Islandia: Basado en la pista de Nevada de Asphalt 8: Airborne, pero sin el atajo del túnel, se encuentra en: Islandia e Islandia inversa.[1]

## Automóviles
Hay distintos automóviles para elegir. Esta lista es dividida en clases D, C, B, A, S. No es necesario desbloquearlos (a excepción del Lykan HyperSport y el McLaren F1) para comprarlos. con dinero real, dando un total de 53 autos, algunos se compran con créditos que ganes con cada carrera, otros solo con fichas o con dinero real solo con conexión a internet, también se pueden comprar por paquetes únicamente divididos por clase.
Los automóviles están ordenados por rango y clases.
| Clase | Vehículo                                | Rango Inicial | Rango Máximo (Pro) | Rango Máximo (pro) con kit de tunning | Precio inicial (créditos) , fichas o dinero real | Requerido en temporada |
| ----- | --------------------------------------- | ------------- | ------------------ | ------------------------------------- | ------------------------------------------------ | ---------------------- |
| D     | Mini Cooper S Roadster                  | 736           | 1,175              | 1,240                                 | vehículo inicial                                 | 1,2                    |
| D     | Alfa Romeo MiTo GTA                     | 789           | 1,201              | 1,261                                 | 11,200                                           | 1,2                    |
| D     | Renault CLIO R.S. 200 EDC               | 821           | 1,202              | 1,256                                 | 17,000                                           | 1,2                    |
| D     | Renault DeZir                           | 514           | 1,262              | 1,390                                 | 140 fichas                                       | 1,2                    |
| D     | Chevrolet Camaro GS                     | 974           | 1,288              | 1,343                                 | 170 fichas                                       | 1,3                    |
| D     | Nissan 370Z                             | 893           | 1,306              | 1,359                                 | 40,000                                           | 1,3                    |
| D     | 2015 Ford Mustang                       | 924           | 1,319              | 1,371                                 | 280 fichas                                       | 1,2                    |
| D     | Ferrari 308 GTS                         | 933           | 1,336              | 1,387                                 | 63,000                                           | 1,2                    |
| D     | Geely GC9                               | 852           | 1,340              | 1,409                                 | 400 fichas                                       | 1,2                    |
| D     | BMW M3 Sedan                            | 909           | 1,343              | 1,399                                 | 75,000                                           | 1                      |
| C     | Mitsubishi Lancer Evolution X           | 870           | 1,354              | 1,413                                 | 14,000                                           | 1,2                    |
| C     | Lotus Exige S Coupe                     | 1,105         | 1,457              | 1,504                                 | 32,000                                           | 2,3                    |
| C     | Jaguar F-Type R                         | 1,192         | 1,471              | 1,513                                 | 75,000                                           | 2,3                    |
| C     | Alfa Romeo 8C Competizion               | 1,161         | 1,478              | 1,520                                 | 60,000                                           | 2                      |
| C     | Dodge Challenger SRT8                   | 1,173         | 1,496              | 1,539                                 | 400 fichas                                       | 2,4                    |
| C     | BMW M6                                  | 1,287         | 1,504              | 1,539                                 | 485 fichas                                       | 2,3                    |
| C     | Volkswagen Golf Design Vision GTI       | 1,284         | 1,512              | 1,550                                 | 525 fichas                                       | 2,3                    |
| C     | Felino cB7                              | 1,191         | 1,529              | 1,574                                 | 86,000                                           | 2,3                    |
| C     | Cadillac CTS-V Coupe Race Car           | 1,288         | 1,534              | 1,573                                 | 99,000                                           | 2,3                    |
| C     | Nissan GT-R (R35)                       | 1,296         | 1,543              | 1,582                                 | 115,000                                          | 2,4                    |
| C     | Ferrari F430                            | 1,304         | 1,556              | 1,591                                 | 600 fichas                                       | 2,3                    |
| B     | Ferrari 458 Italia                      | 1,326         | 1,584              | 1,619                                 | 40,000                                           | 2,4                    |
| B     | Mercedes-Benz Biome                     | 1,192         | 1,590              | 1,647                                 | 510 fichas                                       | 2,3,4                  |
| B     | Lamborghini Gallardo LP 560-4 2013      | 1,381         | 1,591              | 1,622                                 | 75,000                                           | 3                      |
| B     | Chevrolet Corvette C7                   | 1,382         | 1,593              | 1,627                                 | 91,000                                           | 3,4                    |
| B     | Spada Codatronca TSS                    | 1,407         | 1,595              | 1,622                                 | 121,000                                          | 3,4                    |
| B     | Ford Shelby GT500                       | 1,351         | 1,602              | 1,637                                 | 660 fichas                                       | 3                      |
| B     | Pagani Zonda R                          | 1,424         | 1,631              | 1,664                                 | 825 fichas                                       | 3,4                    |
| B     | Ferrari F12berlinetta                   | 1,448         | 1,643              | 1,675                                 | 165,000                                          | 3,4                    |
| B     | Chevrolet SS                            | 1,447         | 1,665              | 1,696                                 | 1,000 fichas                                     | 3                      |
| A     | Lamborghini Sesto Elemento              | 1,464         | 1,672              | 1,702                                 | 86,000                                           | 3,4                    |
| A     | Lamborghini Huracán                     | 1,406         | 1,677              | 1,721                                 | 1,500 fichas                                     | 3,4                    |
| A     | RUF RT 12 S                             | 1,500         | 1,679              | 1,704                                 | 149,000                                          | 4                      |
| A     | Lamborghini Veneno                      | 1,481         | 1,680              | 1,709                                 | 155,000                                          | 4                      |
| A     | Jaguar C-X75                            | 1,498         | 1,689              | 1,717                                 | 175,000                                          | 3,4                    |
| A     | RUF CTR 3                               | 1,506         | 1,689              | 1,715                                 | 1,050 fichas                                     | 4                      |
| A     | Ferrari LaFerrari                       | 1,481         | 1,694              | 1,725                                 | 275,000                                          | 4                      |
| A     | Ferrari FXX Evoluzione                  | 1,510         | 1,700              | 1,727                                 | 1,200 fichas                                     | 3                      |
| A     | Nissan GT-R NISMO                       | 1,459         | 1,701              | 1,737                                 | 1,300 fichas                                     | 4                      |
| A     | Pagani Huayra                           | 1,509         | 1,701              | 1,730                                 | 315,000                                          | 3,4                    |
| A     | Tramontana XTR                          | 1,504         | 1,711              | 1,742                                 | 375,000                                          | 3                      |
| S     | McLaren P1                              | 1,470         | 1,698              | 1,731                                 | 160.000                                          | 5                      |
| S     | Bugatti Veyron 16.4 Grand Sport Vitesse | 1,521         | 1,707              | 1,733                                 | 235.000                                          | 4                      |
| S     | Mercedes-Benz Silver Lightning          | 1,542         | 1,714              | 1,740                                 | 300.000 (gratis en el día 90 del bonus)          | 5                      |
| S     | Koenigsegg Agera R                      | 1,545         | 1,719              | 1,744                                 | 1,300 fichas                                     | 5                      |
| S     | W Motors Lykan HyperSport               | 1,518         | 1,723              | 1,756                                 | nivel VIP 4                                      | 5                      |
| S     | Ferrari 330 P4                          | 1,412         | 1,724              | 1,768                                 | 1,450 fichas                                     |                        |
| S     | McLaren F1 XP-5                         | 1,497         | 1,743              | 1,782                                 | Paquete de lujo                                  | 4                      |
| S     | Peugeot Onyx                            | 1,506         | 1,750              | 1,783                                 | 450,000                                          | 4                      |
| S     | Chrysler ME412                          | 1,515         | 1,752              | 1,787                                 | 385,000                                          |                        |
| S     | Lamborghini Aventador LP 700-4          | 1,470         | 1,758              | 1,796                                 | 1,500 fichas                                     | 4                      |
| S     | Koenigsegg One:1                        | 1,562         | 1,768              | 1,797                                 | 650,000                                          | 4                      |
| S     | 9FF GT9-R                               | 1,543         | 1,778              | 1,810                                 | 2,000 fichas                                     |                        |

## Canciones
Asphalt Nitro tiene 3 canciones (2 canciones en concepto antiguo): una para el menú principal y otras dos para las carreras (solo una canción en concepto antiguo). Son canciones originales de Gameloft. Sin embargo, Chemistry / DJ Gontran, de Asphalt 8: Airborne, se utilizó en el viejo tráiler. El nuevo tráiler usa una banda sonora compuesta. La canción del menú principal está hecha por DJ Zephyr como Anthony Dominguez Flores.